# Luciano Sada
Luciano Sada (Milano, 1929 – Milano, 12 dicembre 1999) è stato un cabarettista e cantante italiano, conosciuto soprattutto nell'ambiente di osterie e locali milanesi degli anni settanta.

## Biografia
Più noto col nome d'arte di El Pinza o Il Pinza, ispiratogli dal cantante d'opera Ezio Pinza, fu autore di numerosi sketch di teatro di varietà, di cabaret, commedia e cantautorato folk, specialmente in dialetto milanese.

Di quella scuola d'avanspettacolo teatrale comico brillante, che nasce soprattutto nei locali e nelle taverne delle sere milanesi, nacquero, negli anni sessanta e settanta, anche i vari Cochi, Nanni Svampa, Enzo Jannacci, ecc.
Nel 1968, già proprietario dell'Osteria Briosca sui Navigli, rilevò anche il 13 (3DC), sempre un locale di ristorazione e cabaret, e più tardi anche la Brioschina.

Il suo brano musicale più divertente fu L'era mai sucess (a Montecarlo) del 1968, che rimane anche il più conosciuto.
Fine dicitore teatrale, El Pinza nella vita privata si sposò ed ebbe tre figli.